# Pharmacus chapmanae
Pharmacus chapmanae är en insektsart som beskrevs av Richards, A.M. 1972. Pharmacus chapmanae ingår i släktet Pharmacus och familjen grottvårtbitare. Inga underarter finns listade i Catalogue of Life.